# Ugrunaaluk kuukpikensis
Ugrunaaluk (il cui nome dalla lingua inupiat significa "antico brucatore") è un dubbio genere estinto di dinosauro saurolofino adrosauride vissuto nel Cretaceo superiore, circa 69,2 milioni di anni fa (Maastrichtiano), nella regione artica dell'Alaska. L'unica specie ascritta al genere è U. kuukpikensis, da alcuni considerata una specie di Edmontosaurus, che così diverrebbe E. kuukpikensis.

## Descrizione

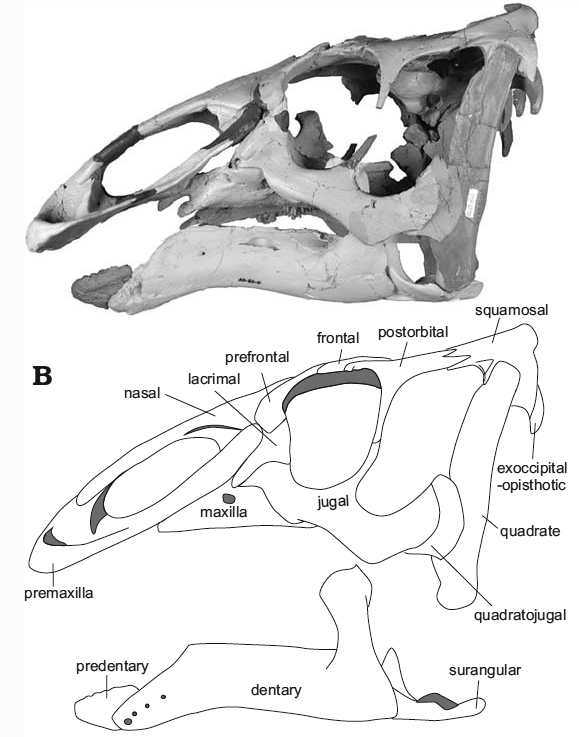
Ricostruzione del cranio di un individuo giovanile di Ugrunaaluk

Ugrunaaluk era un dinosauro di grandi dimensioni, i cui adulti avrebbero potuto raggiungere una lunghezza di circa 10 metri, un'altezza al garrese di circa 3,2 metri per un peso che si aggirava tra le 3,2 e le 3,5 tonnellate. Come nei generi affini Edmontosaurus e Shantungosaurus, Ugrunaaluk aveva un cranio, robusto e allungato. Alla fine del muso aveva un ampio e largo becco dal bordo tagliente in grado di strappare praticamente qualsiasi fibra vegetale, che poi veniva triturata da una batteria di denti, disposti in file parallele, posti nel retro della bocca. Quando uno di questi denti si consumava, uno nuovo cresceva per sostituirlo. Quando Ugrunaaluk aveva la bocca piena di cibo, azionava le poderose mascelle e grazie alla sua dentatura, riduceva in poltiglia tutto ciò che aveva ingurgitato. Vivendo in climi rigidi è probabile che mangiasse anche piante molto legnose.
Come tutti gli altri adrosauridi, anche Ugrunaaluk era in grado di deambulare sia sue due zampe sia a quattro zampe. È probabile che la locomozione quadrupede avvenisse durante le lente migrazioni e quando l'animale era tranquillo, mentre la postura bipede, più veloce, era usata dall'animale quando si sentiva minacciato o quando doveva scappare dai predatori.
Come alcuni altri Saurolophinae, Ugrunaaluk era sprovvisto di una cresta ossea sul retro del capo. Tuttavia, degli eccezionali ritrovamenti di tessuti molli in alcuni fossili di Edmontosaurus mostrano la presenza di cresta cranica formata da tessuti molli, che raramente si fossilizzano. Essendo Ugrunaaluk strettamente imparentato con Edmontosaurus, anche il primo potrebbe avere avuto una cresta simile.

## Storia della scoperta
Fin dal 1980, l'Alaska ha restituito più di seimila ossa di adrosauride, scoperte soprattutto nelle zone del fiume Colville e a nord di Umiat, nei "bonebed" di Liscomb. Originariamente alcune di queste ossa furono interpretate come appartenenti ad qualche membro della sottofamiglia dei Lambeosaurinae. In seguito, tali ossa furono attribuite al genere Edmontosaurus, più specificamente alla specie E. regalis, un membro di Saurolophinae. L'identificazione era resa ancora più difficile dal fatto che si trattava principalmente di individui giovani. Nel 2014, il paleontologo Hirotsugu Mori risolse il problema attraverso la determinazione delle statistiche delle classi dell'ampiezza all'interno del materiale fossile e confrontandola con le ossa dell'Alaska, all'epoca classificate come Edmontosaurus annectens con esemplari delle stesse dimensioni. Alla fine Mori affermò che si trattava di due generi distinti.
Il materiale di Liscomb venne successivamente nominato come il nuovo genere Ugrunaaluk. La scoperta del nuovo genere è stata pubblicata online il 22 settembre 2015 da Hirotsugu Mori, Patrick Druckenmiller e Gregory Erickson. Il suo nome deriva dalle parole Inupiat per "antico brucatore". Ugrunaaluk fu uno dei diciotto taxa di dinosauri del 2015 ad essere descritto in riviste ad accesso libero o di libera lettura. Tuttavia, l'identificazione di Ugrunaaluk come genere separato è stata messa in discussione da uno studio del 2017 condotto da Hai Xing e colleghi, che lo considerano un nomen dubium indistinguibile dalle altre specie di Edmontosaurus. Uno studio del 2020 di Ryuji Takasaki e Anthony Fiorillo et. al. suggerì che fossero necessari elementi fossili di individui adulti per determinarne la validità del genere, poiché i resti di individui giovani non sono diagnostici all'interno di Edmontosaurus.

## Paleoecologia

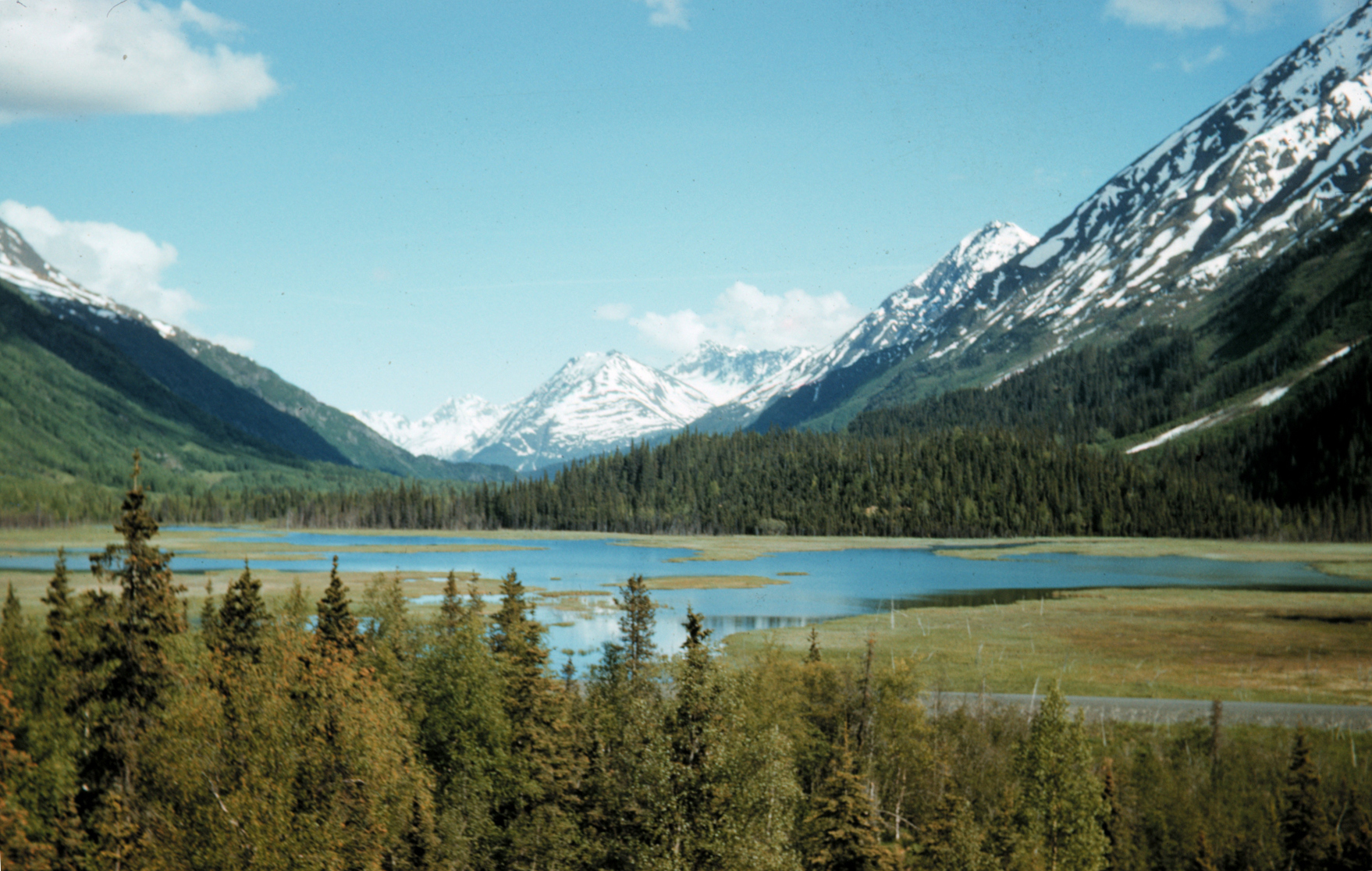
L'habitat di Ugrunaaluk era molto simile a quello della moderna Alaska.

Ugrunaalk viveva in un habitat dai climi molto variabili: durante l'estate il territorio dell'Alaska era ricco di verdi foreste di conifere, mentre gli inverni era freddi e rigidi e le temperature permettevano anche la formazione di neve. Molto probabilmente i dinosauri basavano i loro ritmi riproduttivi e migratori in base alle stagioni, migrando in luoghi più caldi l'inverno e tornando in primavera-estate per riprodursi e crescere la prole.
La fauna che condivideva l'habitat di Ugrunaaluk era molto variegata e comprendeva altri dinosauri erbivori come il ceratopside Pachyrhinosaurus, il nodosauride Edmontonia e il pachycephalosaride Alaskacephale. Non mancavano certo i predatori, infatti l'artico era popolato da vari teropodi come i maniraptora Dromaeosaurus, Saurornitholestes e una varietà gigante di Troodon, vi era inoltre il tirannosauride Nanuqsaurus, il predatore all'apice dell'habitat di Ugrunaaluk.